# Tibouchina triflora
Tibouchina triflora är en tvåhjärtbladig växtart som beskrevs av Henry Allan Gleason. Tibouchina triflora ingår i släktet Tibouchina och familjen Melastomataceae. Inga underarter finns listade i Catalogue of Life.